# Otra cosa
Otra cosa är ett musikalbum, utgivet av Julieta Venegas den 16 mars 2010. Samtliga låtar är skrivna av Venegas. De innehåller den blandning av latinamerikansk pop/rock som är så typisk för artisten, med många olika distinkta rytmer och melodiösa slingor. Dragspel och akustisk gitarr är de mest framträdande instrumenten. Förutom de tolv låtarna finns en remix av "Bien o mal" som låt nr 13 för Itunes samt ett videoklipp (nr 14) av samma låt. 

## Låttitlar
| Nr  | Titel och kompositör                                    |      |
| --- | ------------------------------------------------------- | ---- |
| 1.  | "Amores platónicos" (Julieta Venegas)                   | 2:34 |
| 2.  | "Bien o mal" (Julieta Venegas/Alejandro Sergi)          | 2:57 |
| 3.  | Despedida" (Julieta Venegas)                            | 3:23 |
| 4.  | "Debajo de mi lengua" (Julieta Venegas/Adrian Dargelos) | 2:38 |
| 5.  | "Revolución" (Julieta Venegas)                          | 3:23 |
| 6.  | "Otra cosa" (Julieta Venegas)                           | 2:39 |
| 7.  | "Original" (Julieta Venegas)                            | 3:50 |
| 8.  | "Ya conocerán" (Julieta Venegas)                        | 3:13 |
| 9.  | "Duda" (Julieta Venegas)                                | 3:34 |
| 10. | "Si tú no estás" (Julieta Venegas)                      | 3:02 |
| 11. | "Un lugar" (Julieta Venegas)                            | 3:04 |
| 12. | "Eterno" (Julieta Venegas)                              | 3:45 |

### Dessutom på Itunes
| Nr  | Titel och kompositör                                           |      |
| --- | -------------------------------------------------------------- | ---- |
| 13. | "Bien o mal" (remix-version) (Julieta Venegas/Alejandro Sergi) | 3:13 |
| 14. | "Bien o mal" (videoklipp)                                      | 2:55 |